# UNetbootin
UNetbootin（全名：Universal Netboot Installer）為一種跨平台工具軟體，可以用來建立Live USB 系統，也可以載入各種系統工具，或安裝各種Linux作業系統（Linux发行版）和其他作業系統，不需使用安裝光碟（自動透過網路下載）。

## 功能

### USB安裝模式
這種安裝模式建立可開機的USB隨身碟和可開機的USB硬碟；這種模式是用來建立Live USB 。
- 跨平台（Windows 2000/XP/Vista/7、Linux與Mac OS X 10.5+）
- 非破壞性安裝（Non-destructive install）（不需格式化裝置）使用SYSLINUX。
- 支援主流Linux（Linux套件），包含但不只限於，Ubuntu、Fedora、 openSUSE、CentOS、Debian、Linux Mint、Arch Linux、Mandriva、Puppy Linux、Slackware和FreeDOS，FreeBSD以及NetBSD。
- 可以載入各種系統工具，包含但不只限於，Ophcrack、BackTrack。
- 其他作業系統可以被載入，透過預先下載ISO映像檔或自定義的内核、initrd 和軟碟／硬碟機磁碟映像檔。
- 自動偵測所有可移除裝置。

不支援在同一裝置上多重安裝。

### 硬碟安裝模式
這種安裝模式執行網路安裝（network installation或稱frugal install）不需使用安裝光碟，類似透過win32-loader執行。
UNetbootin的不同功能在於它對多種Linux作業系統的支援，它的可攜性（portability），它載入自定義内核、initrd和磁碟映像（含ISO映像）檔的能力，以及它對Windows和Linux的支援。
不像Wubi，而是類似於win32-loader，當安裝到硬碟時, UNetbootin安裝於硬盘分区，而不是磁碟映像檔，所以建立Linux和Windows的雙重開機設定。

## 外部連結
- UNetbootin官方網頁（页面存档备份，存于）
- UNetbootin官方維基
- UNetbootin Github官方主页 （页面存档备份，存于）

- UNetbootin Launchpad開發網頁 （页面存档备份，存于）